# 中銀国際
中銀国際（ちゅうぎんこくさい、中国語: 中银国际）は投資銀行業務と金融商品仲介業を行う中国銀行子会社。英称はBOC International Holdings Limited、略称BOCI。1998年に設立され、香港に本社を置く。ニューヨーク、ロンドン、シンガポール、北京、上海、広州、重慶に支店を有している。

## 著名な従業員
- マーシャル・ニコルソン（凌瀚燊） 投資銀行部門副社長（2007年 - 2012年）。中国の銀行が最初に登用した上席職員の1人[4]。

## 脚註
1. ↑  BOC International Holdings Limited
2. ↑  Bank of China Limited ("Bank of China")
3. ↑  BOC International Holdings Ltd.
4. ↑  “CICC Hires Bank of China's Nicholson”. The Wall Street Journal. (2012年2月28日) 2013年4月17日閲覧。